# Castello di Monza
Il castello di Monza era una fortezza viscontea risalente al 1325, collocata a ridosso del Lambro presso Porta Milano.
L'edificio, che sorgeva sulle fondamenta del Castello di Berengario I, era dotato di una vasta piazza d'armi quadrangolare, un'ala residenziale sul lato a nord con le abitazioni del Signore, un giardino verso il fiume ed era circondato da mura intervallate da torrette di guardia e da un profondo fossato di difesa. Dopo secoli di alterne vicende il castello fu infine demolito fra il 1809 e il 1814.

## Storia

### Collocazione
Da rilievi topografici compiuti in data 14 febbraio 1779 risultava ancora abbastanza evidente l'andamento della vecchia strada provinciale da Milano che, superata la porta cittadina, si trovava a fiancheggiare alla sua destra, a est, un poggio naturale che si innalzava fin sulle rive del Lambro. Questa altura, sulla riva destra del Lambro, risultava già indicata in una carta dell'anno 879, riscoperta e pubblicata in quegli stessi anni, sul finire del XVIII secolo, dallo storico Antonio Francesco Frisi. Tale carta, nella cui relazione si fa riferimento alla strada che correva bassa e invallata, individuava questo luogo come «ABAALTA», probabilmente dal latino «AB ALTA RIPA».
Tali circostanze topografiche molto influirono su Galeazzo I Visconti nella scelta del sito su cui erigere il proprio castello, che si trovava così non solo molto vicino all'abitato, ma anche in posizione dominante, a controllo sia della strada che del fiume.

### Fondazione
Galeazzo I Visconti volle personalmente assistere agli scavi per le fondamenta del mastio, per le quali si procedeva senza alcun disegno, «ma così a tentoni, adattando la fabbrica alle accidentalità del terreno ed alle esigenze della viabilità esistente».

Uno dei problemi principali riguardo l'erezione della torre fu quello di dover rispettare la strada che proveniva da Milano - al tempo nient'altro che un angusto sentiero - e che, giunta in prossimità del futuro castello, si biforcava in due sentieri distinti: l'uno, a sinistra, che andava alla torre di Cesare e immetteva in città, l'altro, a destra, che guadava il Lambro, garantendo peraltro l'accesso ai mulini di destra e di sinistra del fiume. Tale inconveniente costrinse pertanto all'erezione del nuovo mastio fuori asse rispetto alla preesistente torre di Cesare e troppo ridotto, nelle dimensioni per poter ospitare un adeguato presidio militare. Fu per questo motivo che venne eretta l'attigua Rocchetta, caratterizzata da una pianta trapezoidale, dal momento che il quarto lato risultava sghembo, sempre a causa della preesistenza della strada per i mulini.
Il nucleo più antico del castello risale pertanto al 1325, in seguito alla conquista di Monza da parte di Galeazzo I Visconti. Al di là della più evidente ragione di voler rafforzare le difese cittadine, uno dei motivi per cui venne edificato il castello fu la sicurezza personale di Galeazzo I, che qui ideò delle spietate prigioni in cui poter rinchiudere i propri nemici politici. Poste nella torre d'angolo «tra el mezzodì e l'occidente», erano poste al di sotto del piano d'ingresso del castello; esse avrebbero presto preso il nome di forno poiché i prigionieri venivano calati per una buca all'interno della propria cella, a volta.
L'enorme torre detta appunto "dei Forni" doveva misurare un'altezza di 42 metri e doveva risultare non dissimile dal castello di Trezzo o dal Castel Baradello. In sostanza si doveva presentare come una grande torre circondata da muraglie e forti a sua difesa.
Per completarne la costruzione fu necessario demolire anche una chiesa adiacente. Il castello fu poi ingrandito e protetto da un fossato da Galeazzo II.
Lo stesso Galeazzo I, costruttore del castello, vi è stato prigioniero nel 1327 per volere dell'imperatore Lodovico IV il Bavaro. Nel 1333 vi furono rinchiusi i partecipanti alla congiura contro Azzone Visconti. Altra prigioniera importante nel castello è stata Caterina Visconti, duchessa di Milano, che vi morì nel 1404.
Molti furono gli assedi sostenuti in varie vicende dal castello monzese: il più noto è forse quello che vide Estorre Visconti sostenere quello posto dal Carmagnola nel 1412.

### Rovina e demolizione
Nel 1527 una mina, posta dalla popolazione in odio a quel triste luogo di sofferenze, fa parzialmente crollare la torre. Il 28 giugno 1590 Giuseppe Molteno deponeva presso il magistrato camerale che non vi fosse più alcun manufatto da distruggere, a eccezione della torre mastra, unica a essere sopravvissuta circondata dalla sua muraglia. Tale versione viene confermata da una successiva testimonianza depositata da Battista Soncino il successivo 7 luglio. 

Incisioni del XVIII secolo ritraggono il rudere coperto di vegetazione. Il castello abbandonato, anche per l'evoluzione delle tecnologie militari, decadde sempre più.
Con l'avvento delle idee della rivoluzione francese i castelli italiani vennero considerati simboli del dispotismo; si pensò così di demolire quello di Milano, salvato per fortuna in un secondo tempo. Quello di Monza non sfuggì invece a questo pregiudizio: nel 1793 si cominciarono a riempire con terra i fossati per renderli inservibili; nel 1809 cominciò la demolizione che si concluse nel 1814: le sue pietre vennero riutilizzate per la costruzione del muro perimetrale del parco di Monza per volere di Eugenio di Beauharnais.
Nel 1815 sulle rovine del castello i conti Durini fecero costruire quella che oggi si chiama l'ex Villa Durini dall'architetto Carlo Amati che poi divenne il corpo centrale della sede dell'azienda Frette quando fu acquistata nel 1860.
Dell'intero castello non sopravvivono che alcuni resti delle fondamenta, situati - totalmente disorientati rispetto al nuovo edificio - nei locali sotterranei del successivo palazzo, eretto a parziale imitazione delle forme del castello nel 1885. 

Dello spessore di circa due metri e costituiti da mattoni pieni, i ruderi si trovano nell'area rivolta a nord dell'edificio. 

La Torre viscontea, che sorge lungo il corso del Lambro invece, è un rifacimento risalente al 1808 a imitazione di una delle torri minori del castello, «impiantata di getto a cavaliere del precipitato muro di tramontana e perciò occupante una sola quarta parte del piano dell'antica torre dei forni.»

## Il castello neI promessi sposi

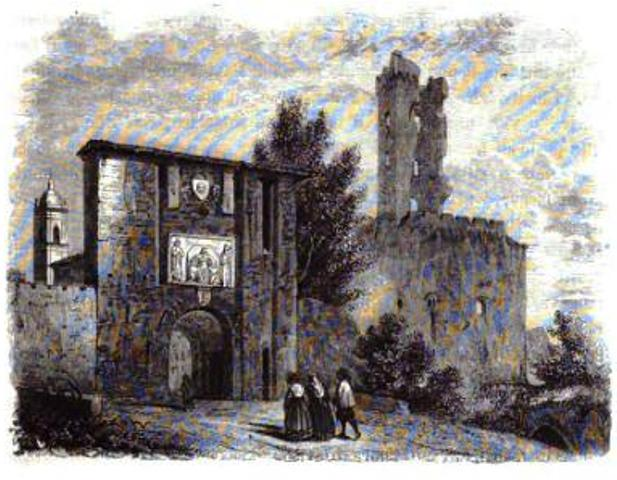
Il castello illustrato da Francesco Gonin, nel cap. IX de I promessi sposi, (Guglielmini e Redaelli, 1840).

Il castello, che si trovava nei pressi del convento presso cui risiedeva la Monaca di Monza, personaggio del romanzo di Manzoni, viene citato nel cap. IX: Agnese e Lucia si avviano verso il monastero accompagnate dal padre guardiano il quale «Quando fu vicino alla porta del borgo [Porta Milano], fiancheggiata allora da un antico torracchione mezzo rovinato, e da un pezzo di castellaccio, diroccato anch’esso, che forse dieci de’ miei lettori possono ancor rammentarsi d’aver veduto in piedi, il guardiano si fermò, e si voltò a guardar se gli altri venivano; quindi entrò, e s’avviò al monastero; dove arrivato, si fermò di nuovo sulla soglia, aspettando la piccola brigata.»
Il torracchione e il castellaccio rimasero in piedi fino all'anno 1809, cosicché nel 1825, data della prima edizione del romanzo, essi non erano già più visibili; motivo per cui Manzoni specifica che solo pochi dei suoi lettori possono rammentare d'averlo veduto in piedi.